# دختر روز تولد
دختر روز تولد (به انگلیسی: Birthday Girl) فیلمی محصول سال ۲۰۰۱ و به کارگردانی جز باترورث است. در این فیلم بازیگرانی همچون نیکول کیدمن، بن چاپلین، متیو کاسوویتس و ونسان کسل ایفای نقش کرده‌اند.